# MGM Grand Inc.

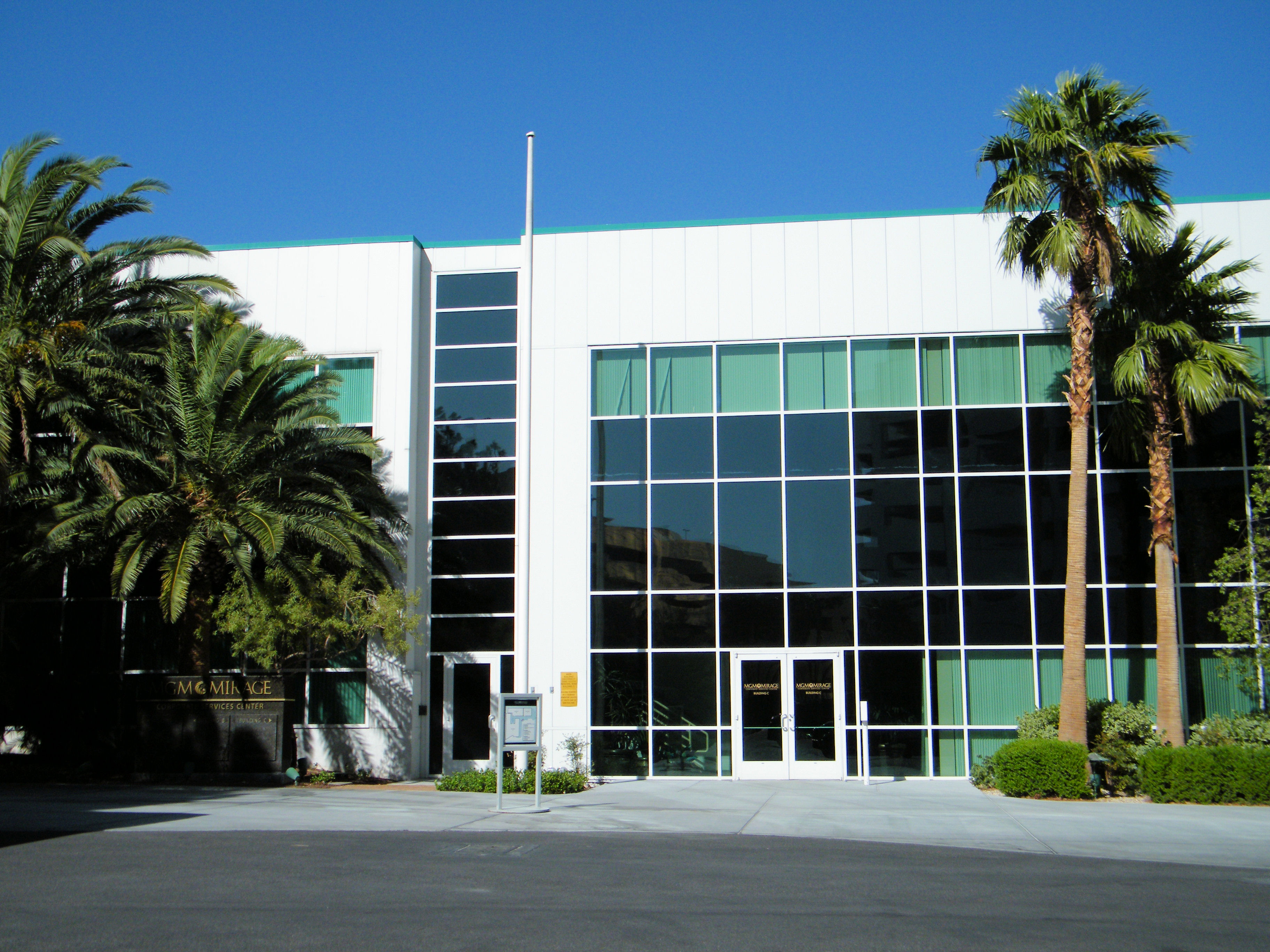
MGM (Nevada)

MGM Grand Inc. Fue un grupo empresarial formado por Kirk Kerkorian que operaba casinos y hoteles.

## Historia
El 1 de octubre de 1998 MGMA GRAND Inc abrió un casino temporario en Johannesburgo, Sudáfrica.
El 9 de noviembre de 1999 un plan fue anunciado para adquirir a Primadonna Resorts, Inc. Esto agregó 3 casinos y dos campos de golf en Primm, Nevada y le dio el 100% total del New York New York Hotel/Casino. 
La compañía dejó de operar el 31 de mayo de 2000 cuando se fusionó con Mirage Resorts Inc. para convertirse en MGM Mirage. Esta acción fue el resultado de una oferta el 23 de febrero de 2000.

## Propiedades
- MGM Grand Las Vegas
- MGM Grand Detroit, Detroit Míchigan (50% en asociación con Partners Detroit, L.L.C.)
- New York-New York Hotel & Casino, Las Vegas, Nevada
- MGM Grand Darwin (vendido a SKYCITY Entertainment y ahora conocido como SKYCITY Darwin)
- MGM Grand Johannesburg (vendida a una firma sudafricana.)
- Whiskey Pete's
- Buffalo Bill's
- Primm Valley Resort

- Datos: Q12180921